# معركة طانطان
معركة طانطان هي مواجهة عسكرية وقعت في الفترة ما بين يومي 28 و31 يناير عام 1979 بين قوات جبهة البوليساريو والجيش الملكي المغربي في مدينة طانطان ومحيطها في المغرب.

## الخلفية التاريخية
اعتُبر هجوم طانطان ردًّا على عدة هجمات مميتة قام بها الجيش المغربي بدعم من الرئيس الجزائري هواري بومدين. كانت جبهة البوليساريو تعتزم القيام برد مسلح على الهجمات المغربية ضد بوليساريو  في الصحراء الغربية على أراضي المغرب ، لذا جهزت جبهة البوليساريو جيش قوامه 1700 مقاتل و200 عربة، كما استخدم الانفصاليون مدافع عديمة الارتداد عيار 107 ملم من طراز بي-11، ومدافع عديمة الارتداد عيار 106 ملم، ومدافع عديمة الارتداد عيار 75 ملم، وبرميل مزدوج من عيار 23 ملم، ومدافع هاون عيار 120 ملم و 82 ملم، ومدافع رشاشة ثقيلة 14.5 و12.7، بالإضافة إلى بنادق كلاشينكوف. وتختلف المصادر حول هوية قائد الهجوم فبحسب بعض المصادر كان لحبيب أيوب هو القائد بينما تذكر مصادر أخرى أن سيدي أحمد البطل هو من قاد الهجوم الصحراوي على مدينة طانطان.
كان المغاربة الذين كانوا يتوقعون أن تشن قوات جبهة البوليساريو هجومًا على مدينة لمسيد، قد نقلوا وحداتهم إلى مدينة لمسيد، إذ لم يكن للمدينة سوى حامية ضعيفة قوامها حوالي ثلاثين جنديًا وقت الهجوم إلى جانب عدد من القوات المُساعدة التابعة لوزارة الداخلية المغربية. في بداية الهجوم كان عدد القوات المغربية يُقدر ببضع مئات من الجنود تحت قيادة العقيد لحلو.

## المعركة
بدأ هجوم قوات جبهة البوليساريو على مدينة طانطان المغربية في حوالي الساعة 1:30 من بعد ظهر يوم 28 يناير (كانون الثاني) عام 1979. عندما ظهر الرتل الصحراوي فجأة من الجنوب وحاصر المدينة بسرعة، وأقيمت القواعد النارية على بعد 6 أو 7 كيلومترات فقط من مدينة طانطان، وسرعان ما بدأ الانفصاليون في قصف المدينة بأسلحة متطورة، وكان القصف يستهدف بشكل أساسي أجهزة الكمبيوتر الخاصة بقائد القطاع والثكنات والمواقع المسلحة.
لم تنشر جبهة البوليساريو كل قواتها في مدينة طانطان؛ فلكي تمنع وصول التعزيزات إلى جيش المغاربة، أقامت قوات البوليساريو حاجزًا على الطريق من مدينة طانطان إلى كلميم حيث هاجمت التعزيزات المغربية، كما تسللت عدة مجموعات صغيرة من الانفصاليين من الخلف إلى منطقتين خارجيتين من المدينة، وهاجمت المدنيين والجنود على حد سواء. كانت تلك المجموعات تنتهز الفرصة لنهب ونهب أكبر عدد ممكن من المتاجر، والانتقام من الدبابات المغربية الموجودة في انتظار وصول التعزيزات. وعلى الرغم من ذلك لم تنجح قوات البوليساريو في قصف المناطق المستهدفة، وقتل 20 شخصًا من بين قوات البوليساريو المهاجمين و5 بين المدنيين دون معرفة خسائر الجانب المغربي من الجيش المغربي. وفي حوالي الساعة 3:00 مساءًا، وصلت الوحدات القادمة من الزاك وطرفاية إلى مدينة طانطان، مما أدى إلى انسحاب قوات جبهة البوليساريو بوجه عام من المنطقة بعد نصف ساعة من تدخل المدفعية المغربية لوقف قصف الصحراويين للمدينة.
في التاسع والعشرين من يناير عام 1979، وبينما كانت قوات جبهة البوليساريو تنسحب من محيط مدينة طانطان، اعترضت وحدة مغربية طرفًا في الخلوة، مما أثار قتالًا جديدًا تدخل فيه سلاح الجو المغربي لتستمر المواجهة حتى حلول الظلام. وفي اليوم التالي، اعترضت تعزيزات مغربية أتت من مدينة لمسيد الانفصاليين في جنوب غرب مدينة طانطان، مما أدى إلى مزيد من القتال. وفي 30 يناير (كانون الثاني) عام 1979، اندلعت اشتباكات عنيفة ما بين قوات الجيش الملكي المغربي ومقاتلي جبهة البوليساريو في منطقة أوديل زيتا الواقعة على بعد ستين كيلومترًا جنوب شرق مدينة طانطان حتى حلول الليل، مما أدى إلى تدخل سلاح الجو المغربي مجددا لقصف مواقع البوليساريين. وبحسب ما ذكرته جبهة البوليساريو، فقد اندلع قتال آخر في مدينة لمسيد في 31 يناير (كانون الثاني) عام 1979.

## التداعيات

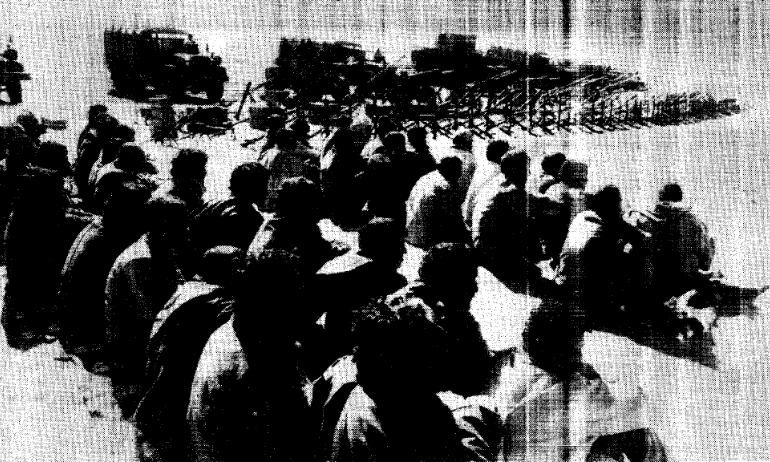
أسرى مغاربة ومعدات تمكنت الجمهورية العربية الصحراوية الديمقراطية من الاستيلاء عليها بعد المعركة

اعترفت الحكومة المغربية بخسارة أربعة جنود أثناء القتال في معركة طانطان وجرح 14 جنديًا ومقتل 13 من القوات المساعدة التابعة لوزارة الداخلية المغربية وأسر شرطي واحد. كما استشهد 8 مدنيين وجرح 9 بينما اختطف البوليساريون 13 سيدة، تمكنت 3 منهن من الفرار في وقت لاحق. ولكن وفقًا لما أعلنته جبهة البوليساريو، فإن الجنود المغاربة خسروا خلال المعركة 314 قتيلا و300 جريح و18 أسيرا، فيما تم الإفراج عن 118 أسيرا صحراويًا. وأشار لويس جرافير، وهو صحفي في صحيفة لوموند الفرنسية كان قد جاء إلى موقع القتال في وقت سابق، قد أشار إلى أن بيان جبهة البوليساريو كان يبالغ بشكل خاص في الدمار الذي عانت منه المدينة حيث وصف، على سبيل المثال، ضابط الشرطة الأسير بأنه مفوض شرطة المحافظة، كما زعمت جبهة البوليساريو أيضًا مقتل 48 شخصًا وإصابة 30 وتدمير مقاتلة واحدة من طراز إف-5 أثناء القتال في مدينة لمسيد. وبحسب التقديرات المغربية، فقد قُتل 200 من مقاتلي البوليساريو أثناء القتال، ودمرت حوالي 100 سيارة. في حين أن كان من الممكن أن يتخلى الانفصاليون عن مواد حرب مهمة وفقًا للكاتب أتيليو جاوديو.
طالبت جميع الأحزاب السياسية بلا استثناء بالوحدة الوطنية بعد هذا الهجوم على الأراضي المغربية، ولا سيما حزب الاستقلال والاتحاد الاشتراكي للقوات الشعبية، كما تمت إقالة العقيد عبد العزيز بناني قائد العمليات في أعقاب الهجوم. وأثار الهجوم الكثير من التساؤلات بين أطياف الشعب المغربي، وذهب بعض السياسيون المغاربة إلى التشكيك في قدرات واستراتيجية القوات المسلحة الملكية المغربية.